# Telematyka

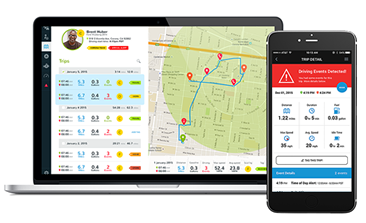
Przykłady narzędzi używanych w telematyce transportu – komputer i smartfon z aplikacjami do nawigacji.

Telematyka – rozwiązania telekomunikacyjne, informatyczne i informacyjne oraz rozwiązania automatycznego sterowania dostosowane do potrzeb obsługiwanych systemów fizycznych – wynikających z ich zadań, infrastruktury, organizacji, procesów utrzymania oraz zarządzania – i zintegrowane z tymi systemami.
Termin telematyka należy do terminów, które powstają w wyniku postępu naukowego, w tym przypadku burzliwego rozwoju technik komunikacyjnych i informacyjnych.
Termin ten występuje zazwyczaj z przymiotnikiem określającym dziedzinę zastosowania, np.: telematyka transportu, telematyka medyczna, telematyka przemysłowa.
Systemy telematyczne wykorzystują różne urządzenia i programy komputerowe oraz systemy:
- komunikacji elektronicznej, łączące poszczególne elementy systemu telematycznego (sieci rozległe, sieci lokalne, sieci telekomunikacji ruchomej, systemy satelitarne);
- pozyskiwania informacji (czujniki pomiarowe, kamery wideo, radary);
- prezentacji informacji dla administratorów systemu telematycznego (ekrany wielkoformatowe i dedykowane stanowiska operatorów systemu);
- prezentacji informacji dla użytkowników systemu (sygnalizacja świetlna, systemy komunikacji radiowej i internetowej).

Najważniejszymi funkcjami systemów telematycznych jest operowanie informacją. Dotyczy to jej pozyskiwania, przetwarzania, dystrybucji wraz z transmisją i wykorzystaniem w różnorodnych procesach decyzyjnych. Systemy i aplikacje telematyczne są konstruowane do określonych procesów. Zarządzający systemem ustala priorytety działania, które powinny być zgodne z przyjętą polityką transportową. Operator systemu (jego właściciel lub podmiot, któremu powierzono tę funkcję) zajmuje się bieżącą obsługą systemu, uwzględniając przy tym priorytety działania przyjęte przez stronę zarządzającą.
W zależności od potrzeb, systemy telematyczne mogą usprawniać ruch na głównych ciągach komunikacyjnych (np. drogach tranzytowych przebiegających przez miasto), usprawniać ruch w ramach wybranego obszaru sieci drogowej objętego systemem (sterowanie obszarowe), jak również ułatwiać reagowanie na incydenty i utrudnienia drogowe.

## Historia
Telematyka jest tłumaczeniem francuskiego słowa „telematique”, które zostało po raz pierwszy użyte przez Simona Norę i Alaina Minca w 1978 roku w raporcie dla rządu francuskiego. Termin powstał przez połączenie dwóch słów: telekomunikacja oraz informatyka, a dotyczył głównie spraw związanych z przekazywaniem danych za pomocą technologii wykorzystywanych w telekomunikacji.